# Tiled
Tiled (signifiant tuilé en anglais) ou Tiled Map Editor est un logiciel libre de création de niveau de jeu vidéo par tuiles (d'où son nom) bitmap. La première version, 0.1.0, est sortie en 2009. Son format de fichier est le Tiled's map format (extension TMX).

## Fonctionnalités
Il gère les tuiles rectangulaires, hexagonales et en perspective isométrique, et permet d'ajouter des zones de collision qui ne seront pas affichées à l'écran. Il permet également de gérer plusieurs calques de tuiles et de placer les tuiles au pixel près, plutôt que de la dimension d'une tuile, et également de gérer les transitions de terrain automatiques et les changements automatiques en fonction de motifs.
Son format de fichier est de type XML et il permet d'ajouter des propriétés personnalisées aux tuiles.

## Compatibilité
Différents moteurs principaux du logiciel libre supportent son format, tels que Cocos2d, libGDX (en), LÖVE, Pixi.js Phaser (en), le framework en Ruby, Gosu ou Godot (via le module, Tiled Map Importer). Il existe également le convertisseur TiledMapEditor-TIC-80, vers le format de TIC-80.
Il est également possible d'importer son format, dont ses animations dans Unity, à l'aide du plugin SuperTiled2Unity.

## Bibliographe
- (en) « HotPix→Tiled », Linux Format (en), vol. 6, no 171,‎ juin 2013
- (en) Shaun Mitchell, chap. 7 « Creating and Displaying Tile Maps », dans SDL Game Development, Packt, 2013, 256 p. (ISBN 978-1-84969-682-1)
- (en) Darmie Akinlaja, chap. 4 « Making Your First Game », dans LÖVE for Lua Game Programming, Packt, 2013, 106 p. (ISBN 978-1-78216-160-8)

## lien externe
- (en) Site officiel